# Shane Brennan

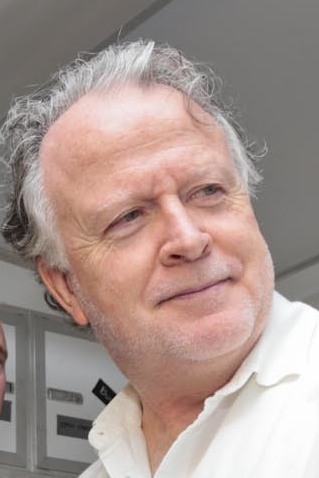
Shane Brennan

Shane Brennan (*  1957 in Bendigo, Victoria) ist ein australischer Drehbuchautor und Produzent.

## Karriere
Shane Brennan erhielt 1987 einen AFI Award für das Best Mini Series Screenplay der australischen Miniserie In Between, dessen Drehbuch er mit geschrieben hatte. 1999 schrieb er das Drehbuch für den Film Witch Hunt. Brennan schrieb auch Episoden einiger anderer Serien, darunter CSI: Miami und McLeods Töchter.
Hauptsächlich schreibt Brennan für die US-amerikanische Fernsehserie Navy CIS. Seit der 5. Staffel dieser Serie ist er auch Produzent und entwickelte das Spin-off Navy CIS: L.A. Dort ist Brennan auch als Showrunner tätig. 2011 verlängerte er seinen Vertrag mit Columbia Broadcasting System für eine achtstellige Summe um weitere drei Jahre.